# International Tent Pegging Federation
International Tent Pegging Federation (ITPF , en arabe : الاتحاد الدولی لإلتقاط الأوتاد) est l'institution qui dirige au niveau mondial le Tent pegging. Cette fédération gère les compétitions internationales de Tent pegging. Son siège est à Muscat, en Oman. Elle fut fondée en 2013.

## Membres
Les états membres de cette Fédération: Afghanistan, Australie, Bahreïn, Canada, Danemark, Égypte, Inde, Iran, Irak, Jordanie, Kazakhstan, Liban, Namibie, Pays-Bas, Norvège, Oman, Pakistan, Qatar, Russie, Afrique du Sud, Sri Lanka, Soudan, Suède, Émirats arabes unis, Royaume-Uni, États-Unis et le Yémen.[réf. souhaitée]